# Marie-Christine Barrault
Marie-Christine Barrault (Parijs, 21 maart 1944) is een Frans actrice.

## Biografie
Marie-Christine Barrault had haar eerste rollen in de Franse televisieseries 'L'incroyable vérité' (1965), 'L'oeuvre' (1966) en 'Que ferait donc Faber?' (1967). Haar filmdebuut maakte ze in de film 'Ma nuit chez Maud' (1969). In 1977 kreeg ze een Oscarnominatie voor haar hoofdrol in 'Cousin, Cousine'. Ze speelde in zo'n honderd film- en televisieproducties. Ze speelde mee in 'Trivial' van regisseuse Sophie Marceau uit 2007.
Ze is de nicht van de Franse acteur Jean-Louis Barrault. In 1990 trouwde ze met de Franse regisseur Roger Vadim († 2000).

## Filmografie (selectie)
- 1969 in Ma nuit chez Maud als Françoise
- 1970 in Lancelot du lac als koningin Guinevere
- 1970 in Le Distrait als Lisa Gastier
- 1975 in Cousin, cousine als Marthe
- 1978 in The Medusa Touch als Patricia
- 1978 in L'État sauvage als Laurence
- 1978 in Perceval le Gallois als koningin Guinevere
- 1979 in Een vrouw tussen hond en wolf als Lieve
- 1980 in Stardust Memories als Isobel
- 1980 in L'Amour trop fort als Rose-Marie de Boisel
- 1983 in Eine Liebe in Deutschland als Maria Wyler
- 1984 in Eine Liebe von Swann als Madame Verdurin
- 1985 in Paradigma als Sylvie
- 1987 in Le jupon rouge als Manuela
- 1988 in L'Oeuvre au noir als Hilzonde
- 1989 in Jésus de Montréal als Madame Fameuse, een beroemde actrice
- 1990 in Dames galantes als Jacquette de Bourdeille
- 1994 in Bonsoir als Marie Wileska
- 1997 in Obsession als Ella Beckmann
- 1999 in La dilettante als Thérèse Rambert
- 2000 in Azzurro als Elizabeth Broyer
- 2006 in La Disparue de Deauville als Mélanie bérangère
- 2009 in Non ma fille tu n'iras pas danser als Annie
- 2013 in  Je m'appelle Hmmm... als de grootmoeder